# Satava
Satava  is een eiland in de archipel van Turku en een wijk in de Finse stad Turku. Het eiland ligt tussen de eilanden Hirvensalo en Kakskerta. Het behoorde tot de gemeente Kakskerta totdat het samen met het eiland Kakskerta in 1968 werd geannexeerd door de gemeente Turku.